# Boiruna
Boiruna – rodzaj węży z podrodziny ślimaczarzy (Dipsadinae) w rodzinie połozowatych (Colubridae).

## Zasięg występowania
Rodzaj obejmuje gatunki występujące w Brazylii, Boliwii, Paragwaju, Argentynie i Urugwaju.

## Systematyka

### Etymologia
Boiruna: tupi-guarani Mbói+r+ú „zjadający węża”; una „czarny”; w aluzji do nawyków żywieniowych tego czarnego węża.

### Podział systematyczny
Do rodzaju należą następujące gatunki:
- Boiruna maculata (Boulenger, 1896)
- Boiruna sertaneja Zaher, 1996